# Ad Malum Punicum
Ad Malum Punicum era un toponimo dell'antica Roma citato nei Cataloghi regionari nella VI regione augustea.
Presso questo luogo vi era la casa natale dell'imperatore Domiziano.
Sul sito di questa dimora successivamente fu edificato il Tempio della Gens Flavia.

## Ubicazione
Probabilmente il toponimo identificava in origine un incrocio situato lungo l'Alta Semita, sulla sommità del Quirinale, lungo l'odierna Via del Quirinale/Via XX Settembre, nei pressi dell'incrocio con Via delle Quattro Fontane. Lanciani riteneva che Ad Malum Punicum fosse una strada pressoché coincidente con l'odierna Via delle Quattro Fontane e collocava il tempio appena a sud dell'incrocio fra questa strada e l'Alta Semita.